# 何塞·格拉
何塞·格拉（西班牙語：José Guerra，1979年8月9日—），古巴男子跳水运动员。他曾代表古巴参加1999年、2007年和2011年泛美运动会跳水比赛，获得二枚金牌和二枚银牌。他也曾出战2000年、2004年、2008年和2012年夏季奥运会。